# Cornelia Bernoulli

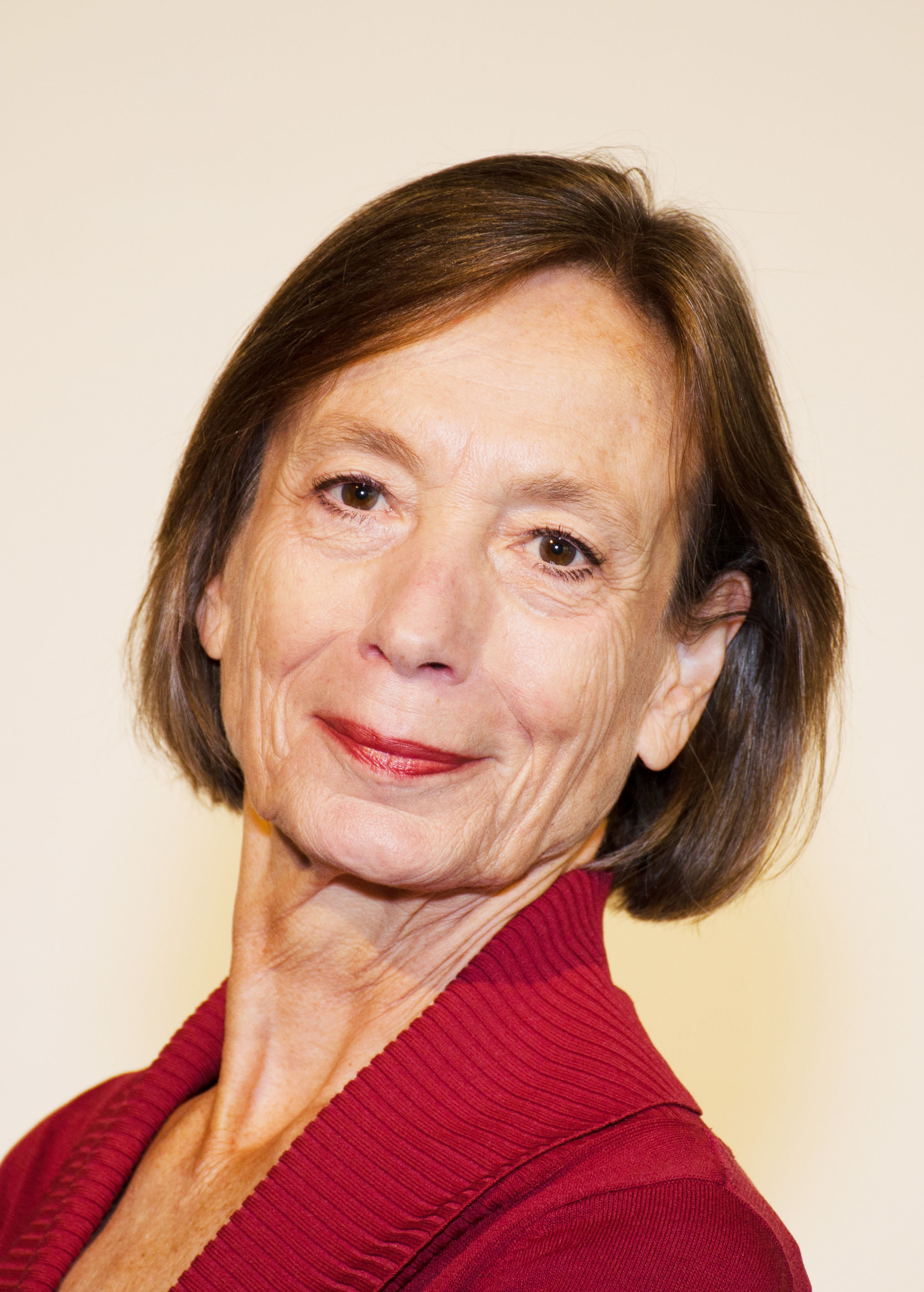
Cornelia Bernoulli

Cornelia Bernoulli (* 1954 in Basel) ist eine Schweizer Schauspielerin aus der Gelehrtenfamilie Bernoulli. Sie konzipiert, schreibt und produziert Theatercollagen.

## Leben
Cornelia Bernoulli ist die Tochter von Architekt Lucas Bernoulli (1907–1976) und Erika Bernoulli-Gries (1919–2014). Sie erhielt in Basel nach der Matur ihr Primarlehrerdiplom. 1978 erlangte sie das Schauspieldiplom an der Folkwang Universität der Künste in Essen. Sie war mehrere Jahre mit Festengagements an Theatern in Göttingen, Hildesheim und Kaiserslautern engagiert. Seit 1985 lebt und arbeitet sie als freischaffende Schauspielerin, Sprecherin und Autorin vorwiegend in München.
Bernoulli spielte klassische, moderne und komische Rollen (von der schillernden Vera Donovan in Stephen Kings Thriller Dolores – Regie: Ezard Haußmann – bis zur Feng-Shui-begeisterten Schweizer Haushälterin Rita in der Komödie Die wahre Eva – C.Kilian / N. Schmidt – oder der skurrilen Schriftstellerin Josephine Zillertal im Schwank Pension Schöller). Sie wirkte in kabarettistischen Theaterrevuen mit und trat in München u. a. im Theaterzelt Das Schloss, in der Komödie im Bayerischen Hof, im Theater Drehleier und im Oberanger Theater auf. Zudem war sie auf Tourneen mit Will Quadflieg, Renan Demirkan und Gila von Weitershausen zu sehen. Sie gastierte an diversen Bühnen, unter anderem an den Ruhrfestspielen Recklinghausen, an den Hamburger Kammerspielen, an den Burgfestspielen Mayen, am Alten Schauspielhaus sowie an der Komödie im Marquardt in Stuttgart, an den Domfestspielen Bad Gandersheim, am Ateliertheater Bern, am Stadttheater Chur, am Landestheater Coburg und am Fritz Rémond Theater in Frankfurt.
2004 / 2005 produzierte Cornelia Bernoulli zusammen mit Horst Stenzel den experimentellen Spielfilm Hey!, schrieb das Drehbuch und spielte eine der Hauptrollen. Ausserdem wirkte sie in verschiedenen Fernsehproduktionen mit: U.a. in Alleingang – Regie Hartmut Schoen, für Das Erste – in Weniger ist mehr – Regie Jan Růžička für Das Erste – in Der Tanz mit dem Teufel – Regie Peter Keglevic, für Sat.1 – und in Serien wie Café Meineid von Franz Xaver Bogner, Um Himmels Willen und verschiedenen Folgen der Krimiserie SOKO.
Bernoulli wurde für zahlreiche unterschiedliche Lesungen engagiert. U.a. vom Deutschen Theatermuseum München (Aus dem Briefwechsel zwischen Marianne Hoppe und Gustaf Gründgens) und von Buchverlagen.
Seit 1987 wirkt Bernoulli als Sprecherin bei Hörbuchproduktionen der Bayerischen Hörbücherei München mit. Sie arbeitete auch als Drehbuchautorin und unterrichtet Atem- und Sprechtechnik, Rollenstudium und Textgestaltung.
Bernoulli entwickelt unterschiedliche szenisch-literarische Programme, mit denen sie und ihre jeweiligen Kollegen quer durch die deutschsprachige Kulturlandschaft touren. Im November 2017 erhielt Cornelia Bernoulli in Bayern den Zonta Fünf-Seen-Land Medienpreis für Stück, Produktion und Darstellung in Luthers Lust und Liebe. Als eine der ehemaligen Partnerinnen des Schweizer Regisseurs Josef Scheidegger war sie 2015 in Eva Vitijas Dokumentarfilm über ihren Vater zu sehen: Das Leben drehen – Wie mein Vater versuchte, das Glück festzuhalten.